# بيف آيلاند
بيف آيلاند وقد تُترجم حرفيًا إلى جزيرة لحم البقر (بالإنجليزية: Beef Island)‏ هي جزيرة في جزر العذراء البريطانية. و تقع شرق تورتولا، وترتبط الجزيرتان بجسر الملكة إليزابيث. تستضيف بيف آيلاند مطار تيراتس ليتسهم الدولي، وهو المطار التجاري الرئيسي الذي يخدم تورتولا وبقية جزر العذراء البريطانية.
يقعُ خليج تريليس على مسافة قصيرة شرق المطار، وخليج تريليس هو مدينة صغيرة بها سوق ومطعم ومقهى وعدد قليل من ورش العمل المحلية وشاطئ، فيما بقعُ خليج لونج غرب المطار.

## الخلافات
في عام 2007، تم تأجيل تطوير رئيسي في بيف آيلاند بعد الإجراءات التي اتخذتها مجموعة بيئية تطلق على نفسها اسم مجموعة جزر العذراء البريطانية للمحافظة على البيئة. كان من المقرر بناء الفندق ذو الخمس نجوم الذي يضم ملعبًا للجولف ومرسى بالقرب من هانز كريك في جنوب شرق الجزيرة. بعد مراجعة الدستور، أوقفت محكمة جزر العذراء البريطانية المشروع حتى تتم مراجعة المشروع.